# Evangelische Kirche Crumstadt

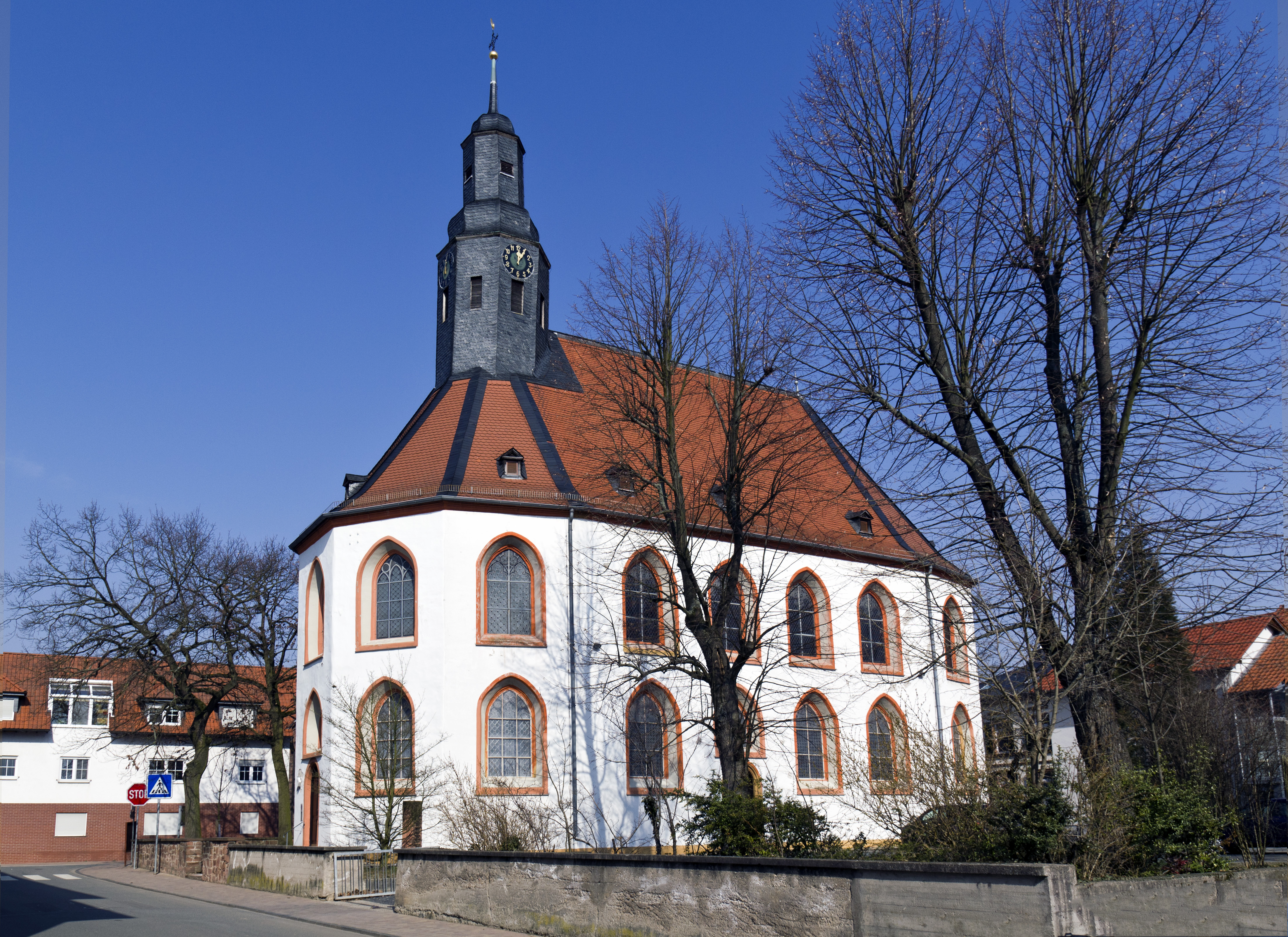
Evangelische Kirche

Die evangelische Pfarrkirche ist ein denkmalgeschütztes Kirchengebäude in Crumstadt, einem Stadtteil von Riedstadt im Kreis Groß-Gerau (Hessen).

## Geschichte und Architektur
Die ehemals dem Hl. Maternus geweihte Kirche wurde 1593 erbaut. Auftraggeber war Landgraf Georg I. Sie ist ein interessantes Beispiel für das Suchen einer eigenen protestantischen Raum- und Bauform vor dem Dreißigjährigen Krieg. Der hohe Saalbau mit dreiseitigem Schluss ist mit einem Dachreiter bekrönt. Die Wände sind in zweireihiger Anordnung durch Spitzbogenfenster gegliedert. Der untere Teil des östlichen Chorraumes wurde für die Sakristei und eine Treppe abgetrennt.

## Ausstattung
- Die Emporen stammen aus dem 19. Jahrhundert.
- Der Kanzelfuß aus Stein und der Schalldeckel aus Holz wurden Ende des 16. Jahrhunderts gefertigt.
- Die Orgel auf der Empore über dem Altar wurde 1839 von Gottlieb Dietz aus Zwingenberg für die Evangelische Stadtkirche in Offenbach gebaut. Im Jahr 1892 wurde sie nach Crumstadt umgesetzt und 1979 restauriert. Sie verfügt über 17 Register auf zwei Manualen und Pedal und ersetzte eine Orgel von 1690.[2] Das Orgelgehäuse aus dem 19. Jahrhundert ist mit reichen Schnitzereien von der vorigen Orgel aus dem 17. Jahrhundert geschmückt.[3]